# Rue Albert-Mamy
La rue Albert-Mamy (en occitan : carrièra Albèrt Mamin) est une voie de Toulouse, chef-lieu de la région Occitanie, dans le Midi de la France.

## Situation et accès

### Description
La rue Albert-Mamy est une voie publique. Elle se trouve dans le quartier de Marengo-Jolimont, dans le secteur 5 - Sud-Est. Elle naît perpendiculairement à l'avenue de la Colonne. Longue de 124 mètres, rectiligne et large de 10 mètres, elle est orientée à l'ouest. Elle se termine au carrefour de la rue de l'Obélisque.
La chaussée compte une seule voie de circulation automobile à double-sens. Elle est définie comme une zone 30 et la vitesse y est limitée à 30 km/h. Il n'existe pas d'aménagement cyclable.

### Voies rencontrées
La rue Albert-Mamy rencontre les voies suivantes, dans l'ordre des numéros croissants :
1. Avenue de la Colonne
2. Rue de l'Obélisque

## Odonymie
La rue porte le nom d'Albert Mamy (1884-19...), propriétaire du terrain sur lequel fut aménagé le lotissement qui entraîna l'aménagement de la rue. Il habitait une maison de la rue de la Colonne (emplacement de l'actuel no 20). Son père, Jean-Joseph Mamy, était sculpteur et marbrier. Son neveu, Albert Mamy également (né en 1939), est un figure politique du Parti républicain (PR) et de l'Union pour la démocratie française (UDF), puis de l'Union pour un mouvement populaire (UMP) et des Républicains (LR) dans le département du Tarn : il a été maire de Sorèze (1977-2020), conseiller général (1970-1982), député du Tarn (1986-1988) et conseiller régional de Midi-Pyrénées (1992-2004).

## Histoire
La rue est tracée et aménagée vers 1920, lorsque Albert Mamy, propriétaire d'un vaste terrain en bordure du chemin vicinal no 82 – avenue de la Colonne – demande à la commission municipale des grands travaux l'autorisation de créer un lotissement.